# Nokia 2.2
诺基亚2.2（Nokia 2.2） 是HMD Global在2019年8月25日所发布的智能手机。